# Federico Biagini
Federico Biagini (Reggio Emilia, 20 juni 2003) is een Italiaans wielrenner die in 2024 prof werd bij VF Group-Bardiani CSF-Faizanè.

## Carrière
In 2023 behaalde Biagini, namens Zalf Euromobil Fior, meerdere overwinningen en ereplaatsen in met name het Italiaanse amateurcircuit. In de GP Kranj, een Sloveense eendagskoers op UCI-niveau, werd hij derde.
In 2024 werd Biagini prof bij VF Group-Bardiani CSF-Faizanè. Zijn debuut voor de ploeg maakte hij eind februari in de Trofej Umag. In de Ronde van de Doubs maakte hij deel uit van de vroege vlucht. Een week later werd hij tiende in de Ronde van Biella. In de Ronde van de Aostavallei, een belangrijke etappekoers voor beloften, won hij de tweede etappe.

## Overwinningen
2024
2e etappe Ronde van de Aostavallei

## Ploegen
- 2022 –  Carnovali-Rime
- 2023 –  Zalf Euromobil Fior
- 2024 –  VF Group-Bardiani CSF-Faizanè
- 2025 –  VF Group-Bardiani CSF-Faizanè

Biagini · Colnaghi · Conforti · Covili · Fiorelli · Gabburo · Lucca · Magli · Marcellusi · Martinelli · Paletti · Pellizzari · Pinarello · Pinazzi · Pozzovivo (vanaf 25/2) · Rojas · Scalco · Tarozzi · Tolio · Tonelli · Turconi · Zanoncello · Zoccarato